# Christophe Pelinq

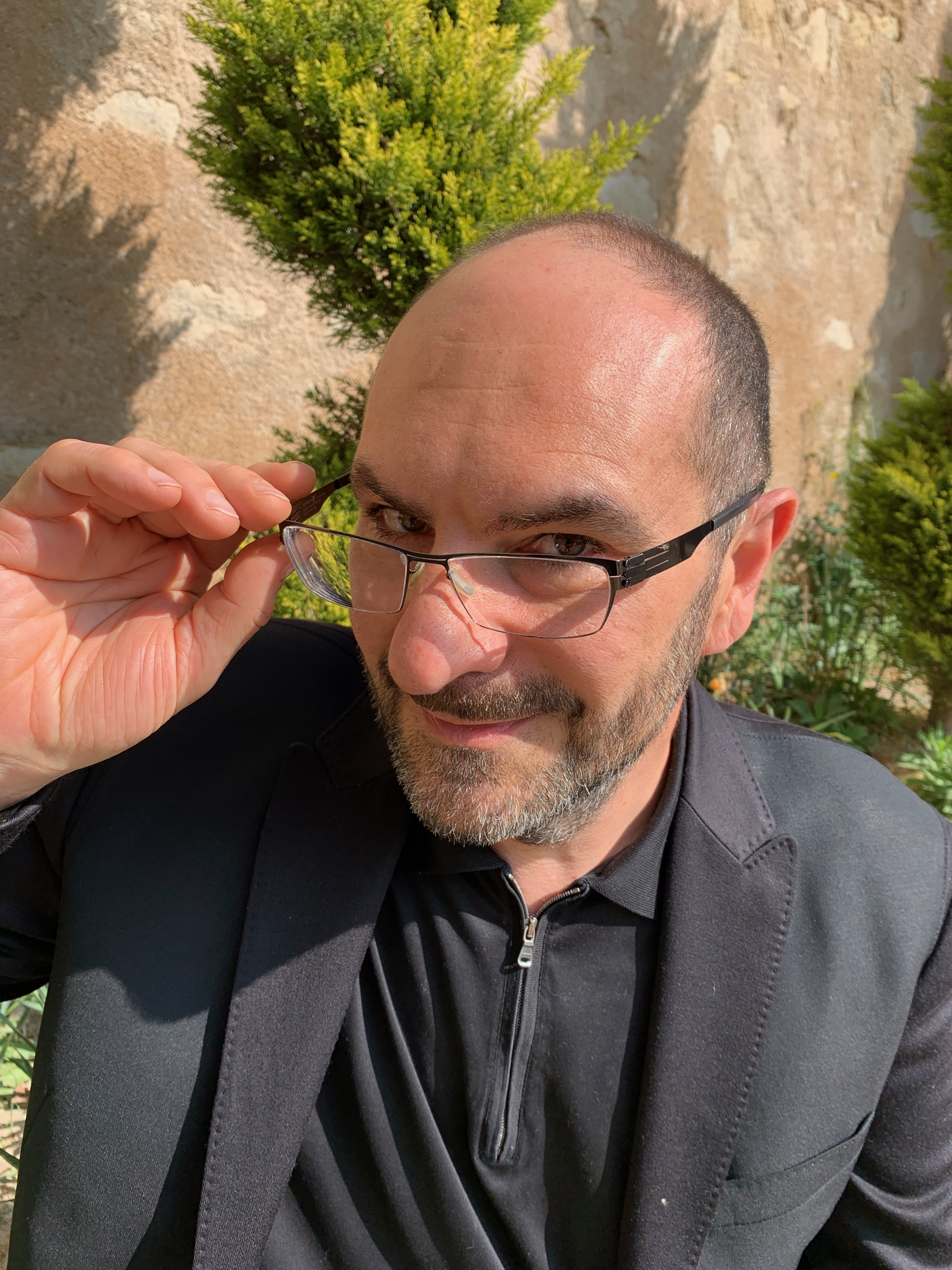
Christophe Arleston (2019)

Christophe Pelinq (* 14. August 1963 in Aix-en-Provence) ist ein französischer Comicautor, bekannt unter den Künstlernamen Christophe Arleston oder Scotch Arleston.
Nach einer Kindheit in Madagaskar kehrte er nach Frankreich zurück, in Marseille studierte er Journalismus. Zunächst arbeitete er als Hörspielautor für Mystery-Hörspiele. 1989 begann er erstmals, als Comicautor für seinen Freund Paul Glaudel zu schreiben. Zunächst arbeiteten sie an kleineren Geschichten für das Comicmagazin Circus und an einem Kindercomic. Die Meisterkartographen, ebenfalls in Zusammenarbeit mit Paul Glaudel, wurde Arlestons erste eigene Serie und ein großer Erfolg. 1994 folgte Lanfeust von Troy, mit dem er seine erfolgreiche Saga um die magische Welt von Troy begann, die bis heute sein bedeutendstes Werk ist. 

## Werke
- Bug Hunters
- Excalibur mit Eric Hübsch
- Die Eroberung von Troy
- Elixire
- Ekhö – Spiegelwelt mit Alessandro Barbucci
- Die Feuer von Askell mit Jean-Louis Mourier
- Die Gnome von Troy mit Didier Tarquin
- Lanfeust von Troy mit Didier Tarquin
- Lanfeust der Sterne
- Die Meisterkartographen
- Die Opalwälder mit Pellet
- Troll von Troy mit Jean-Louis Mourier
- Die Schiffbrüchigen von Ythaq mit Adrien Floch
- Moréa mit Dominique Latil
- Leo Loden
- Lanfeust Odyssee mit Didier Tarquin
- Chimaira 1887 mit Vincent